# Viburnum acutifolium
Viburnum acutifolium är en desmeknoppsväxtart. Viburnum acutifolium ingår i släktet olvonsläktet, och familjen desmeknoppsväxter.

## Underarter
Arten delas in i följande underarter:
- V. a. acutifolium
- V. a. blandum
- V. a. lautum